# Зелений Гай (Дубенський район)
Зелений Гай — село в Україні  у Варковицькій сільській громаді Дубенського району Рівненської області (колишня  назва Хомут ). Населення становить 253 осіб.
У 1947 році емігрувало в Зелений Гай багато людей зі Словаччини, наприклад зі словацького села Цигелка.

## Населення

### Мова
Розподіл населення за рідною мовою за даними перепису 2001 року:
| Мова       | Кількість | Відсоток |
| ---------- | --------- | -------- |
| українська | 252       | 99.61%   |
| російська  | 1         | 0.39%    |
| Усього     | 253       | 100%     |

## Географія
Село розташоване на правому березі річки Стубазки.

## Історія
7 (20) листопада 1917 року, відповідно до Третього Універсалу Української Центральної Ради, увійшло до складу Української Народної Республіки.
12 червня 2020 року, відповідно до розпорядження Кабінету Міністрів України № 722-р від «Про визначення адміністративних центрів та затвердження територій територіальних громад Рівненської області», увійшло до складу Варковицької сільської громади.
19 липня 2020 року, в результаті адміністративно-територіальної реформи та ліквідації  Дубенського (1939—2020) району, село увійшло до складу новоутвореного Дубенського району.